# Rawson
Rawson è la capitale della provincia argentina del Chubut, in Patagonia ed è il capoluogo del dipartimento di Rawson. Sebbene sia la capitale provinciale, la sua popolazione è minore di quella di altre città del Chubut, come Comodoro Rivadavia, Trelew, Puerto Madryn ed Esquel. Rawson divenne la capitale provinciale nel 1957, quando fu costituita la Provincia del Chubut.
Rawson è situata a circa 20 km da Trelew e dall'aeroporto Almirante Zar di Trelew. La città sorge lungo il percorso della Ruta Nacional 3, ad una distanza di 1.500 km da Buenos Aires. È attraversata dal fiume Chubut, sul quale nel 1889 fu costruito un ponte, ancora in uso. Playa Unión, la stazione balneare di Rawson, dista 6 km dal centro cittadino.

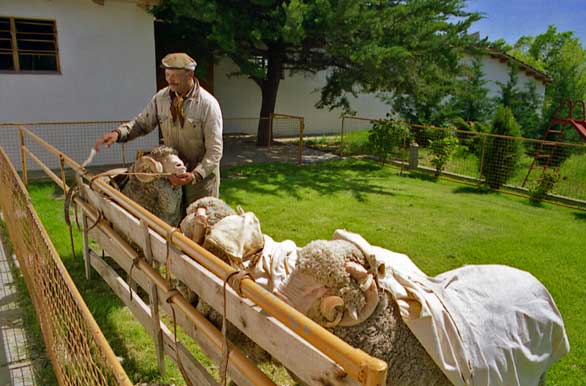
Allevamento di pecore a Rawson.

La città ha un porto peschereccio, Puerto Rawson, sulla costa atlantica, 5 km a valle, lungo il fiume. L'amministrazione della provincia e il porto costituiscono le principali attività economiche della città.
Nella città vi sono due piccoli musei. Il Museo Cittadino espone oggetti storici e vecchie fotografie. Il Museo Don Bosco ha una collezione di fauna e artigianato locale, inclusi manufatti della comunità gallese. Lo zoo e parco General San Martín, aperto nel 1976, copre una superficie di 6 ettari lungo la riva del fiume Chubut.

## Clima
Rawson ha un clima secco, definibile come "patagonico": si tratta di un clima stepposo o semidesertico, con precipitazioni scarse in tutte le stagioni e che ammontano ad un totale di soli 200 mm annui. Le temperature variano da 0 °C a 12 °C a luglio (inverno australe), con minime assolute di -10 °C, e da 14 °C a 29 °C a gennaio (estate australe), con picchi massimi fino a 41 °C; in estate sono inoltre da riscontrare minime assolute che a causa dei venti dall'Antartide possono scendere fino a soli 3 °C sopra lo zero.

## Storia
La città fu fondata ufficialmente il 15 settembre 1865 dal colonnello Julián Murga. In essa si insediarono gli immigrati provenienti dal Galles, giunti da poco, i cui discendenti parlano ancora l'antico idioma originario. Prende il nome dal dottor Guillermo Rawson, allora Ministro dell'Interno argentino, il quale supportò l'insediamento gallese in Argentina: il
nome originario che fu dato alla cittadina fu quello di "Trerawson", che in gallese vuol dire letteralmente "Borgo di Rawson".
Nel corso dell'800 e del '900 Rawson assistette ad un progressivo mescolamento della sua popolazione grazie all'arrivo di ondate migratorie di svariata provenienza: in particolare, i flussi più cospicui giunsero dall'Italia, dalla Spagna, dal nord dell'Argentina e da alcuni paesi arabi.
La costruzione di un considerevole numero edifici governativi negli anni '70 fece sì che la città venisse soprannominata "la piccola Brasilia della Patagonia". In origine era nota come Trerawson, che in gallese significa "città di Rawson", un nome ancora in uso nella comunità gallese residente.